# Lamiae Lhabze
Lamiae Lhabze (Marruecos, 19 de mayo de 1984) es una atleta marroquí, especialista en la prueba de 400 m vallas, en la que logró ser subcampeona africana en 2018

## Carrera deportiva
En el Campeonato Africano de Atletismo de 2018 celebrado en Asaba (Nigeria) ganó la medalla de plata en los 400 m vallas, con un tiempo de 56.66 segundos, tras la nigeriana Glory Onome Nathaniel (oro con 55.53 segundos) y por delante de la sudafricana Wenda Nel (bronce con 57.04 segundos).